# Redlich–Kwong-egyenlet
A reális gázok állapotának leírására (állapotjelzők közötti matematikai összefüggés megadására) nagyon sok próbálkozás történt. Az első a van der Waals-egyenlet volt, amely figyelembe vette a gázrészecskék (atomok, molekulák) közötti kohéziós erőket, valamint a részecskék saját térfogatát. 
A kritikus hőmérsékletnél nagyobb hőmérsékleten és nagyon nagy nyomások tartományában ad jó közelítést a Redlich–Kwong egyenlet,  amelyet 1949-ben alkotta meg O. Redlich és J.N.S. Kwong:
{\displaystyle \left(p+{\frac {a}{{\sqrt {T}}V(V+b)}}\right)\cdot \left(V-b\right)=RT\ ,}

vagy a nyomást kifejezve:
{\displaystyle p={\frac {RT}{V-b}}-{\frac {a}{{\sqrt {T}}V\left(V+b\right)}}\ .}
A kifejezésekben 
- V – moláris térfogat, m³/mol
- T – hőmérséklet, K
- p – nyomás, Pa
- R – egyetemes gázállandó, 8,314 J/mol·K
- a – a kohéziós erők miatti állandó
- b – a részecskék térfogata miatti állandó

{\displaystyle a={\frac {0{,}42748R^{2}T_{\mathrm {c} }^{2{,}5}}{P_{\mathrm {c} }}}\ ,}
{\displaystyle b={\frac {0{,}08664RT_{\mathrm {c} }}{P_{\mathrm {c} }}}\ ,}
ahol
Tc a kritikus hőmérséklet,
pc a kritikus nyomás.
A közelítés abban a hőmérséklet és nyomástartományban igen jó, amelyben teljesül a kritikus állapotjelzők, ill. a redukált állapotjelzők közötti
{\displaystyle {\frac {P}{P_{\mathrm {c} }}}<{\frac {T}{2T_{\mathrm {c} }}}\quad \mathrm {azaz} \quad P_{\mathrm {r} }<0,5T_{\mathrm {r} }\ .}
feltétel.